# Дисертація
Дисерта́ція (лат. dissertatio — твір, обговорення, розсуд, доповідь) — спеціально підготовлена наукова праця на правах рукопису, яку виконують для прилюдного захисту на здобуття наукового ступеня. В Україні розрізняють дисертацію для здобуття наукового ступеня кандидата наук (кандидатська дисертація) та доктора наук (докторська дисертація). Як правило, дисертація включає висвітлення стану вивчення проблеми (огляд та аналіз), результати теоретичних та експериментальних досліджень автора, висновки та рекомендації. У дисертації з технічних наук окремим розділом подаються авторські розробки технології або описи технічних конструктивних рішень.
Основні результати, викладені у дисертації, оформляються у вигляді автореферату.
Вимоги до оформлення дисертацій та авторефератів дисертацій базуються на положеннях ДСТУ 3008-95 «Документація. Звіти у сфері науки і техніки. Структура і правила оформлення».

## Етапи роботи над дисертацією

### Етап 1. Формулювання проблеми та вибір теми дослідження
Вибір теми дисертаційного дослідження є важливим етапом для аспіранта. Неправильний вибір може створити проблеми під час підготовки та захисту роботи. Зміна незручної теми втрачає час і зусилля. Раціональний і обґрунтований вибір теми дисертації має велике значення, оскільки назва визначає зміст роботи та втілює основні атрибути дисертації, такі як актуальність, новизна та наукова цінність. Рекомендується вибирати тему, яка не спричиняє великих труднощів для аспіранта або в якій він вже має певний досвід. 

#### Особливості вибору тем за різними спеціальностями
Аспіранти, що отримують наукові ступені, вибирають теми, що мають вузьку спрямованість, і не можуть охоплювати загальні теоретичні питання. У гуманітарних науках спектр вибору тем є широким і різноманітним. Однак у технічних та природничих спеціальностях вибір може бути складнішим. 

##### Теми дисертацій у галузі юриспруденції
Право та суміжні дисципліни є одними з найбільш варіативних напрямків. Незважаючи на теоретичну сухість, точність та лаконічність, законодавство постійно зазнає змін, що відповідає духу часу, і впливає на практичну діяльність. Вибір теми може базуватися на таких аспектах як :
- резонансні судові процеси, які стали прецедентами і прикладами;
- інформація про запропоновані та прийняті законопроекти;
- узагальнена судова практика пленуму Верховного Суду;
- передумови та наслідки прийняття нових нормативно-правових актів;
- практичне поле діяльності;
- правові колізії.

##### Теми дисертацій у галузі історії
При виборі теми для дисертації з історії необхідно врахувати доступний час для дослідження та написання і переконатися, що обрану тему можна належним чином розглянути протягом відведеного часу. Наприклад, якщо дисертація присвячена періоду Другої світової війни, можна провести аналіз різноманітної ролі жінок та меншин, зростання виробництва під час війни та важливу роль нормування. Також можна дослідити далекосяжний вплив Другої світової війни на американське суспільство, політику та зовнішню політику, включаючи створення атомної бомби та початок холодної війни.

### Етап 2. Визначення предмету, об'єкта, завдань та цілей дослідження
Предмет та об'єкт часто сплутуються між собою. Під предметом розуміють щось більш загальне, що охоплює декілька об'єктів. Один з цих об'єктів стає основою дослідження. Автор повинен уточнити, в чому полягає актуальність обраної галузі та який напрямок потрібно обрати для подальшої експериментальної роботи.
Завдання є способом досягнення мети. Вони визначають напрямок дослідження, вибір інструментів і вказують на шлях реалізації роботи. Зазвичай кожному завданню відповідає розділ або підрозділ дисертації. Мета є загальною категорією. Це те, для чого виконується наукова робота, а завдання - це шляхи досягнення цілі.
Чим чіткіше і лаконічніше будуть сформульовані ці позиції, тим легше буде структурувати дисертацію. Тобто нескладно скласти план і вказати всі розділи та інші структурні елементи.

### Етап 3. Вибір методології та складання плану
На цьому етапі важливо вибрати методологію дослідження, яка відповідає поставленим завданням і цілям. Методологія включає в себе методи, прийоми, апарат аналізу, які будуть використовуватися під час проведення дослідження. Також потрібно скласти детальний план роботи, який включатиме послідовність дій, дати та терміни виконання різних етапів дослідження.

### Етап 4. Збір джерел та літератури
На цьому етапі необхідно провести ретельний аналіз та зібрати необхідні джерела і літературу, які стануть основою для дослідження. Це можуть бути наукові статті, книги, документи, статистичні дані та інші джерела інформації, які допоможуть підтвердити або дослідити обрану тему.

### Етап 5. Виконання основної роботи
На цьому етапі проводиться безпосереднє дослідження, аналіз отриманих даних, виконання експериментів або інших дослідницьких методів. Результати дослідження фіксуються і готуються для подальшого аналізу та висновків.

### Етап 6. Аналіз отриманих результатів та формулювання висновків
На цьому етапі проводиться аналіз отриманих результатів дослідження, зроблені висновки та формулюються рекомендації для подальших досліджень або практичного застосування. Висновки повинні бути обґрунтовані і засновані на отриманих даних.

### Етап 7. Написання дисертації та оформлення роботи
На цьому етапі складається остаточний варіант дисертації, включаючи всі структурні елементи, такі як вступ, розділи, висновки, список використаних джерел та інші. Необхідно дотримуватися вимог оформлення, встановлених університетом або науково-дослідним інститутом.
Наведений опис може слугувати загальним керівництвом при написанні дисертації з будь-якої галузі знань, включаючи історію. Варто також звернутися до конкретних вимог та рекомендацій вашого університету або наукового закладу.